# Герб Республики Саха
Герб Республики Саха (Якутия) (якут. Саха Өрөспүүбүлүкэтин дьаралыга) является государственным символом Республики Саха (Якутия). Принят Парламентом Республики 26 декабря 1992 года. Зарегистрирован за № 182 в Государственном геральдическом регистре Российской Федерации.

## Происхождение и описание
Герб Республики Саха (Якутия) представляет собой круг, в центре которого изображение древнего всадника со знаменем с наскальных рисунков реки Лены, на фоне солнечного диска-щита, помещённого в обрамление с традиционным национальным орнаментом в виде семи ромбических кристаллообразных фигур и надписями «Республика Саха (Якутия)» и «Саха Өрөспүүбүлүкэтэ». В цветном изображении Государственного герба Республики Саха (Якутия) солнце — серебристого, всадник — красного, обрамление — синего, орнамент и надписи — белого цвета.
Центральный элемент герба — один из рисунков Шишкинских писаниц — древних наскальных изображений, обнаруженных у деревни Шишкина Иркутской области (район реки Лены, выше г. Верхоленска, не доходя 18 км до села Качуг) в 1745 году. Наскальные рисунки относятся к VI—IX вв. нашей эры и являются наследием народа курыкан, считающихся предками якутов. Всадник на гербе Республики Саха (Якутия) символизирует объединение людей, народов, живущих в республике. Под знаменем подразумевается единение племени и его могущество, власть и начало государственности. Ромбовидный орнамент, украшающий обрамление, присущ всем северным народам и одновременно напоминает кристаллики ограненного алмаза, также своеобразного символа Республики Саха (Якутия). Кроме того, семь ромбических кристаллов символизируют семь народов, населяющих край: якутов, русских, эвенков, эвенов, чукчей, долганов, юкагиров. Синий цвет символизирует верность, искренность и надёжность, белый цвет — чистоту, а красной охрой выполнены наскальные рисунки у Шишкина.
Авторы герба: народный художник СССР А. Н. Осипов, заслуженный деятель искусств В. С. Парников, график В. Н. Игнатьев, член-корреспондент Российской академии художеств И. А. Потапов.
Другие авторы предлагали в качестве элементов герба мамонта, бобра, северного оленя, глухаря, белку, тюленя, моржа, журавля-стерха, неандертальца, но эти предложения не получили поддержки.

26 декабря 1992 года – 25 октября 2016 года

### Изменения герба
В июне 2016 года правительство приняло закон об изменении слова «Республика» в якутском языке. Якутское слово «Республиката» было изменено на «Өрөспүүбүлүкэтэ» . Это изменение коснулось надписей на гербе.
15 июня 2016 года для официального принятия этого изменения слова были внесены изменения в конституцию, а 25 октября 2016 года Законом «Об официальной символике Республики Саха (Якутия)» была изменена надпись на гербе.

## История

### Герб Якутской области

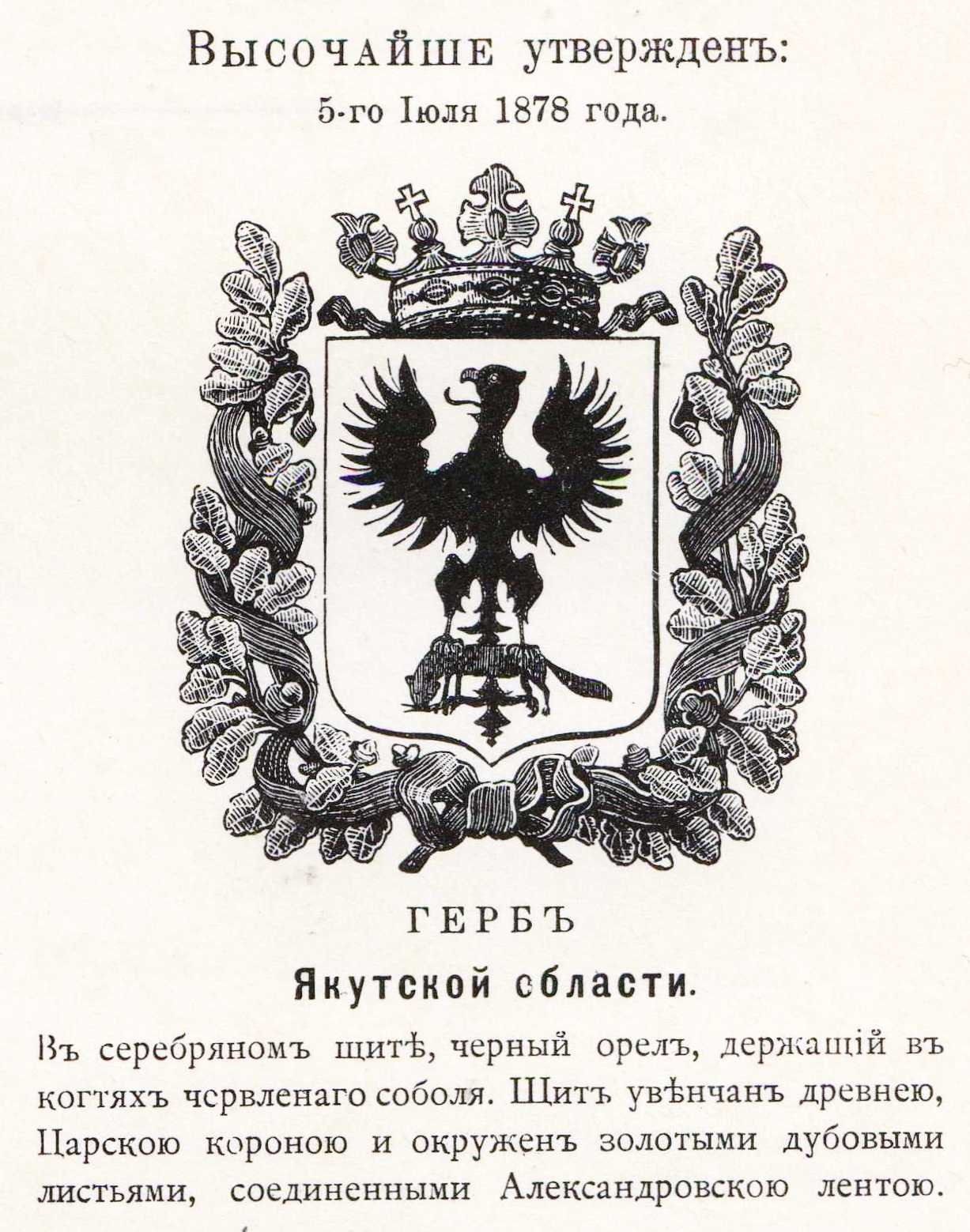
Герб области с оф.описанием из гербовника П. Винклера, 1899 год

Герб Якутской области Российской империи — первый в истории Якутии — был утверждён императором Александром II 5 июля 1878 года. Официальное описание (блазон) герба выглядело следующим образом:
В серебряном щите чёрный орел, держащий в когтях червлёного соболя. Щит увенчан древнею Царскою короною и окружён золотыми дубовыми листьями, соединёнными Александровской лентою

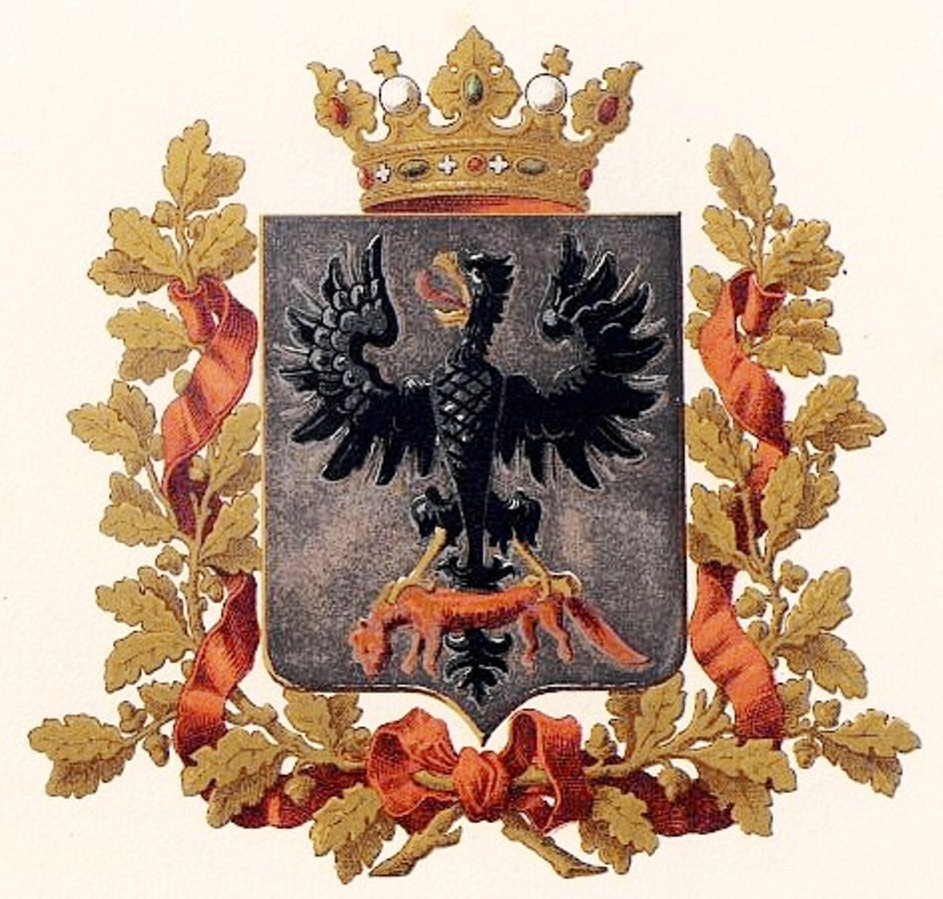
Герб области (изд. МВД, 1880)
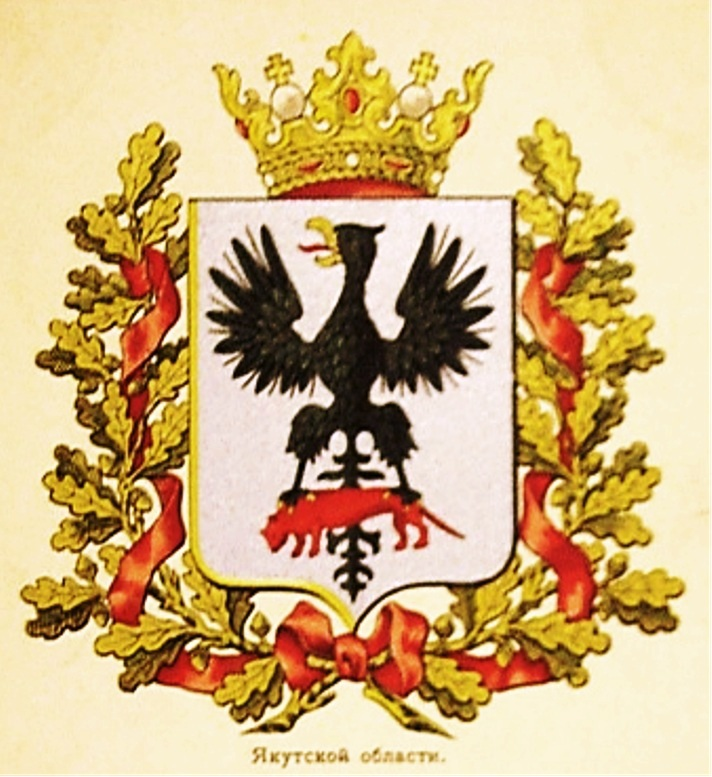
Герб области (изд. Сукачова, 1878)
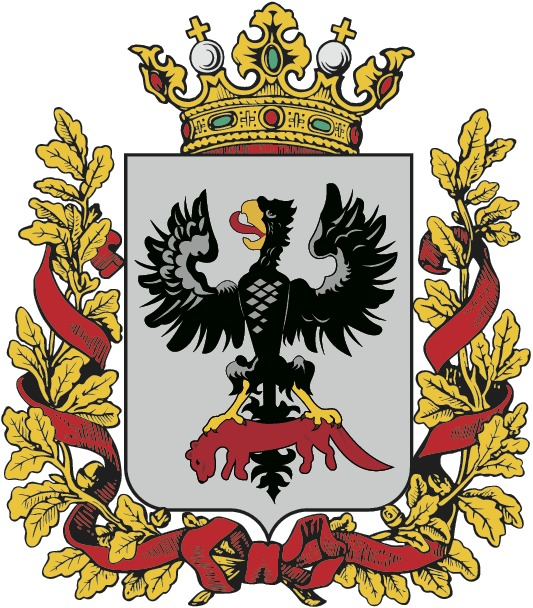
Современный рисунок герба области (2000-е годы)

### Герб Якутской АССР
В Конституции ЯАССР 1926 года (утв. IV Всеякутским съездом Советов) содержалось следующее описание герба ЯАССР:
Статья 118. Государственный герб ЯАССР состоит из изображения в лучах северного сияния части земного шара, прилегающей к приполярному кругу, схематического начертания границ ЯАССР и основной водной артерии р. Лены, золотых серпа и молота, помещенных крест на крест рукоятками к низу, окруженных венцом из колосьев, смыкающихся красной пятиконечной звездой, причем у основания венца золотые вилы и грабли, помещенные крест на крест рукоятками к низу с надписью:

  а) «ЯКУТСКАЯ АВТОНОМНАЯ СОВЕТСКАЯ СОЦИАЛИСТИЧЕСКАЯ РЕСПУБЛИКА» и 
  б) «ПРОЛЕТАРИИ ВСЕХ СТРАН, СОЕДИНЯЙТЕСЬ!» на якутском языке.
Новый герб Якутской АССР был учреждён в 1937 году. Своим внешний видом он напоминал герб РСФСР, но дополнялся якутскими надписями, девизом: «БАРЫ ДОЙДУЛАР ПРОЛЕТАРИЙДАРА ХОЛБОҺУН!», а также содержал название республики на якутском и русском языках:
Глава X. Герб, флаг, столица
Статья 108. Государственным гербом Якутской АССР является государственный герб РСФСР, который состоит из изображения золотых серпа и молота, помещенных крест-накрест, рукоятками книзу, на красном фоне в лучах солнца и в обрамлении колосьев, с надписью: «РСФСР» и «Пролетарии всех стран, соединяйтесь!» на русском и якутском языках, с дополнительной надписью под буквами «РСФСР» меньшего размера «ЯАССР» на якутском языке.
По Конституции, принятой 8-й внеочередной сессией Верховного Совета ЯАССР 31 мая 1978 года, в верхней части герба была добавлена красная звезда с золотой каймой, а надпись, как и на флаге ЯАССР, стала выполняться в две строки, русский текст стал помещаться вверху.
27 сентября 1990 года якутские парламентарии приняли Декларацию независимости республики, ввиду чего на её гербе некоторое время использовалась аббревиатура «ССР» вместо «АССР».

1937-1939
1939-1978
1978-1990
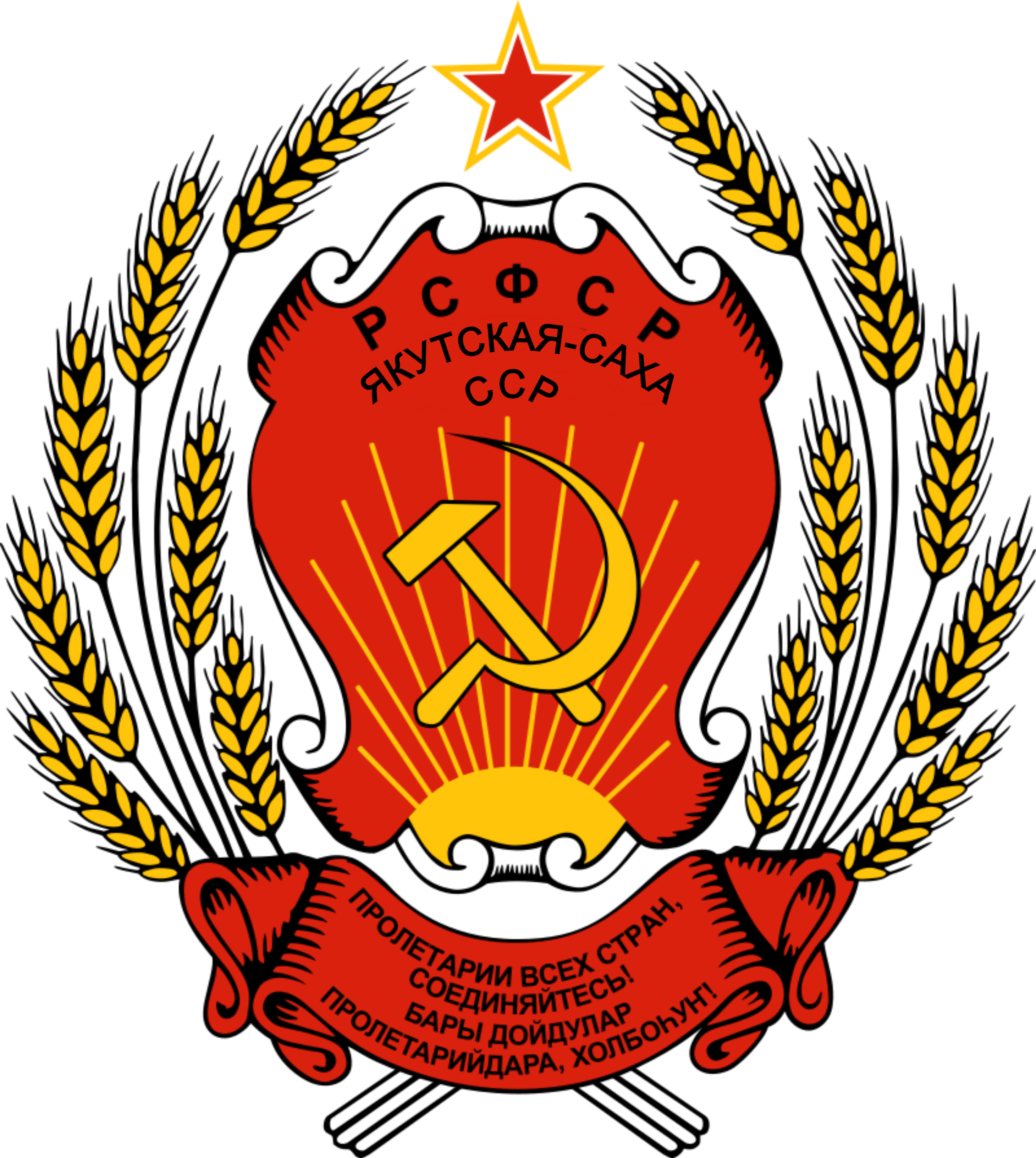
1990-1992